# Черничко, Александр Михайлович
Черничко Александр Михайлович (род. 17 ноября 1948, Ясиноватая, Сталинская область) — украинский политик. Народный депутат Украины 3-го созыва (1998—2002).

## Биография
Родился 17 ноября 1948 года в городе Ясиноватая Донецкой области в семье рабочего. Украинец.
В 1965 году поступил и в 1969 году окончил Криворожский горно-механический техникум (ныне Криворожский горно-электромеханический техникум), техник-технолог сварочного производства.
В 1969 году — электросварщик котельного цеха ремонтно-производственного предприятия «Южказэнергоремонт» (Алма-Ата).
В ноябре 1969 — 1972 году — служба в Советской армии. Член КПСС с 1971 года.
В 1972 году — газоэлектросварщик цеха технического водоснабжения и шламового хозяйства Северного горно-обогатительного комбината. В 1972—1987 годах — сменный мастер, мастер по ремонту оборудования, начальник бюро по технике безопасности и производственному обучению. В 1987 году — старший механик цеха технического и шламового водоснабжения.
С 1993 года — 1-й секретарь Терновского районного комитета КПУ.
В марте 1998 — апреле 2002 года — народный депутат Украины 3-го созыва, избирательный округ № 34 Днепропетровской области. На время выборов — старший механик цеха СевГОКа. Член КПУ.
В июле 1998 года — член Комитета по вопросам регламента, департамента этики и организации работы Верховной рады Украины.
В мае 1998 года — член фракции КПУ.
В апреле 2002 года — кандидат в народные депутаты Украины от КПУ, № 70 в списке. На время выборов — народный депутат Украины, член КПУ.
В марте 2006 года — кандидат в народные депутаты Украины от КПУ, № 316 в списке. На время выборов — пенсионер, член КПУ.
Женат — жена Людмила Ивановна, дочери — Светлана и Илона.